# Comté de Grafton
Pour les articles homonymes, voir Grafton.
Le comté de Grafton est un comté situé dans le nord-ouest de l'État américain du New Hampshire. Son siège est à la ville de Haverhill. Selon le recensement de 2020, sa population est de 91 118 habitants.

## Géographie
La superficie du comté est de 4 533 km2, dont 4 438 km2 est de terre. 

### Géolocalisation
| Comté de Caledonia | Comté d'Esex                          | Comté de Coös    |
| Comté d'Orange     | Comté de Grafton                      | Comté de Carroll |
| Comté de Windsor   | Comté de Merrimack, Comté de Sullivan | Comté de Belknap |

## Démographie
| Groupe            | Comté de Grafton | New Hampshire | États-Unis |
| ----------------- | ---------------- | ------------- | ---------- |
| Blancs            | 93,6             | 93,1          | 72,4       |
| Métis             | 1,8              | 1,6           | 2,9        |
| Asiatiques        | 3,0              | 2,5           | 4,8        |
| Afro-Américains   | 0,9              | 1,4           | 12,6       |
| Autres            | 0,4              | 1,0           | 6,4        |
| Amérindiens       | 0,4              | 0,2           | 0,9        |
| Total             | 100              | 100           | 100        |
|                   |                  |               |            |
| Latino-Américains | 1,8              | 2,8           | 16,7       |

Selon l'American Community Survey, pour la période 2011-2015, 93,13 % de la population âgée de plus de 5 ans déclare parler l'anglais à la maison, 2,07 % l'espagnol, 1,04 % le français, 0,99 une langue chinoise et 2,77 % une autre langue.